# Enzo Battaglia
Enzo Battaglia (* 28. Oktober 1935 in Ragusa; † 20. Juli 1987 in Catania) war ein italienischer Regisseur und Drehbuchautor.

## Leben
Battaglia besuchte das Centro Sperimentale di Cinematografia und schloss 1961 im Regiefach ab. Nach einer Assistenz bei Pietro Germi drehte er 1962 eine Episode des Filmes La vita provvisoria. Sein erster Film hatte einigen Erfolg, der ihn jedoch in der Folgezeit mehr und mehr auf die kommerzielle Seite von Angeboten blicken ließen; so drehte er sieben weitere Filme, die heute weitgehend vergessen sind.

## Filmografie (Auswahl)
- 1962: La vita provvisoria (Episode)
- 1963: Gli arcangeli
- 1965: Idoli controluce
- 1967: Relazione al mare (TV)
- 1967: Playboy
- 1969: Addio, Alexandra
- 1974: Happy End nero (unveröffentlicht)
- 1975: Fermi tutti! È una rapina!